# Ali Gagarin
Haydar Hassan Haj Al-Sidig Eltoum, conocido como Alí Gagarin, (Omdurmán, Sudán, Sudán anglo-egipcio, 1 de abril de 1949-El Cairo, 12 de febrero de 2025) fue un futbolista sudanés que jugaba en la posición de delantero.

## Carrera

### Club
| Periodo   | Club              |
| --------- | ----------------- |
| 1966-1975 | Al-Hilal Omdurmán |
| 1975-1976 | Al-Nassr          |
| 1976-1978 | Al-Hilal Omdurmán |
| 1978–1979 | Stade d'Abidjan   |
| 1979      | Al-Hilal Omdurmán |

### Selección nacional
Jugó para Sudán en 33 ocasiones de 1967 a 1977 y anotó 19 goles; ganó la Copa Africana de Naciones 1970 en dos apariciones en el torneo.

## Tras el retiro
Al retirarse pasó a ser administrador, fue vicepresidente del Al-Hilal Omdurmán y director general del Ministerio de Asuntos Exteriores y embajador.

## Logros

### Club
- Primera División de Sudán (3): 1966, 1969, 1973
- Copa del Rey de Campeones (1): 1976

### Selección nacional
- Copa Africana de Naciones (1): 1970